# Lisovice (Zlonice)
Lisovice jsou malá vesnice, část městyse Zlonice v okrese Kladno ve Středočeském kraji. Nachází se v údolí Zlonického potoka, zhruba dva kilometry západně od Zlonic a 6,5 kilometru severozápadně od Slaného při silnici vedoucí ze Zlonic na Stradonice, respektive Klobuky. V roce 2011 zde trvale žilo 83 obyvatel. Ve stejném směru jižní okraj Lisovic míjí železniční trať 110 (Kralupy nad Vltavou – Louny); nejbližší stanice pro osobní přepravu je však situována až ve Zlonicích.

## Historie
První písemná zmínka o Lisovicích pochází z roku 1318, kdy se připomíná Dětřich z Lisovic (Dyetrihz de Lissowicz).

## Obyvatelstvo
| Rok            | 1869 | 1880 | 1890 | 1900 | 1910 | 1921 | 1930 | 1950 | 1961 | 1970 | 1980 | 1991 | 2001 | 2011 | 2021 |
| -------------- | ---- | ---- | ---- | ---- | ---- | ---- | ---- | ---- | ---- | ---- | ---- | ---- | ---- | ---- | ---- |
| Počet obyvatel | 128  | 159  | 171  | 190  | 183  | 178  | 146  | 82   | 122  | 96   | 86   | 51   | 82   | 83   | 67   |
| Počet domů     | 18   | 18   | 25   | 27   | 27   | 29   | 29   | 28   | 28   | 24   | 23   | 26   | 27   | 28   | 28   |

## Obecní správa
Při sčítání lidu v letech 1850–1960 Lisovice byly samostatnou obcí, se kterým patřily nejprve do okresu Slaný, ale od roku 1960 v okrese Kladno. Od 1. července 1960 jsou částí městyse Zlonice v okrese Kladno. V letech 1850–1920 k obci patřil Vyšínek.

## Pamětihodnosti
- Zvonička, na návsi
- Železniční muzeum Zlonice. Expozice, zaměřená na předválečné průmyslové lokomotivy, nákladní vozy a zabezpečovací zařízení, zvláště pak dopravu v cukrovarech, se do Lisovic z areálu zlonické výtopny postupně přesunula v letech 2007 až 2012.